# John Glenn Columbus International Airport

i7
i11
i13
Der John Glenn Columbus International Airport (IATA-Code: CMH, ICAO-Code: KCMH) ist ein internationaler Verkehrsflughafen der amerikanischen Großstadt Columbus im US-Bundesstaat Ohio.
Im Bundesstaat Ohio ist er der Flughafen mit dem zweithöchsten Passagierdurchsatz nach dem Flughafen Cleveland und belegte im Jahr 2021 Platz 50 in den Vereinigten Staaten.
Flughafenbetreiber ist die Behörde Columbus Regional Airport Authority (CRAA).

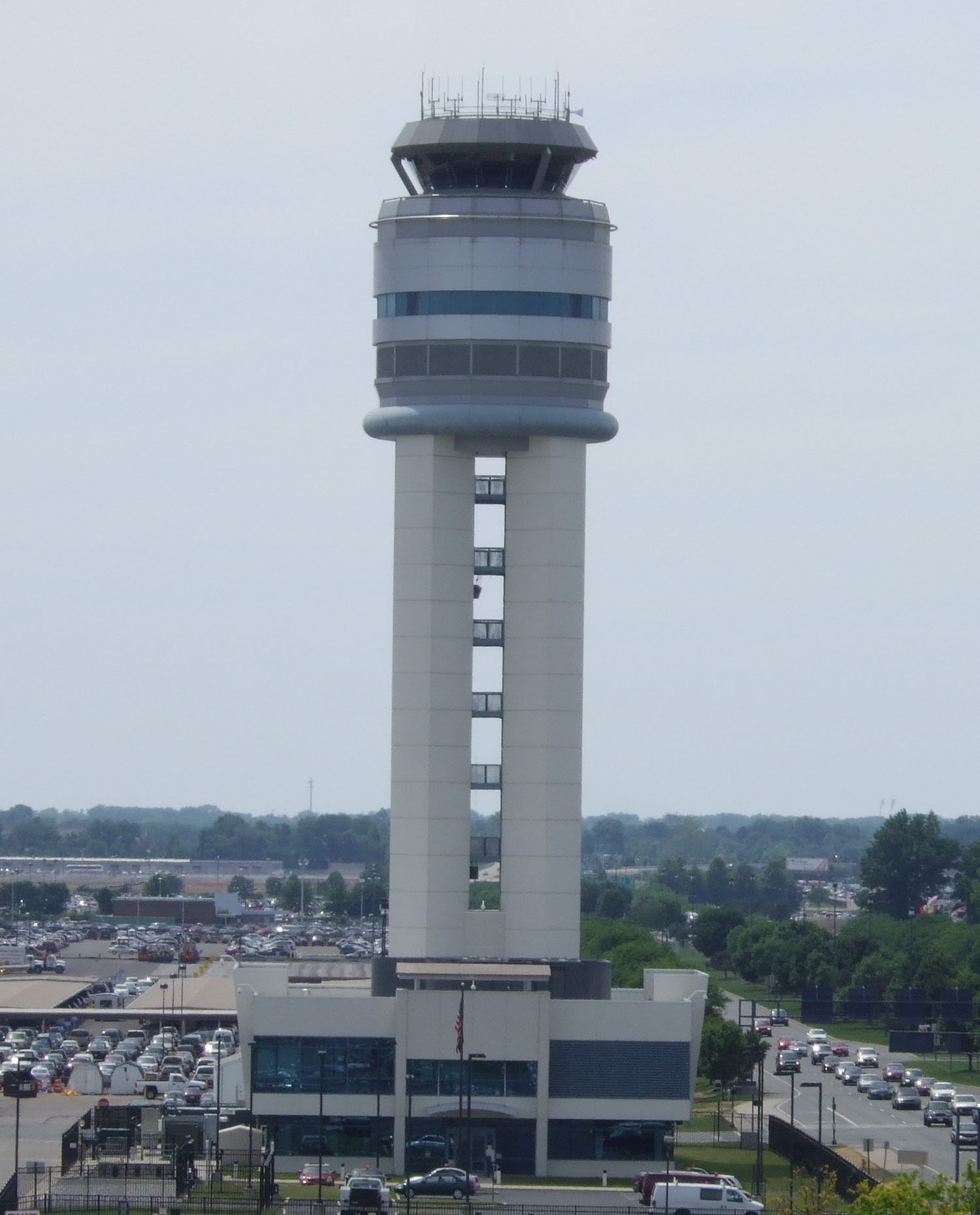
Neu errichteter Kontrollturm

## Lage und Verkehrsanbindung
Der John Glenn Columbus International Airport befindet sich 11 Kilometer nordöstlich des Stadtzentrums von Columbus. Er verfügt über eine Anschlussstelle an die Interstate 670 und den U.S. Highway 62, welche westlich des Flughafens auf einer gemeinsamen Trasse verlaufen. Außerdem verläuft die Interstate 270 nördlich des Flughafens.
Der John Glenn Columbus International Airport wird durch Busse in den Öffentlichen Personennahverkehr eingebunden, die Linien 7 und AirConnect der Nahverkehrsgesellschaft Central Ohio Transit Authority verbinden ihn regelmäßig mit dem Stadtzentrum von Columbus.

## Geschichte
Der Flughafen wurde 1929 als Port Columbus Airport eröffnet. 1936 errichteten Arbeiter der Public Works Administration eine Start- und Landebahn mit Ost-West-Ausrichtung. 1940 siedelte sich Curtiss-Wright am Flughafen an, während des Zweiten Weltkriegs wurden vor Ort tausende Flugzeuge hergestellt. Im Mai 1942 übernahm die Regierung die Einrichtungen und richtete eine Naval Air Station ein. 1946 wurde der Flughafen von der United States Navy an einen zivilen Betreiber übergeben.
Zu Beginn des Koreakriegs übernahm North American Aviation die ehemalige Curtiss-Wright-Fabrik. 1952 wurde die Ost-West-Start- und Landebahn, welche bis 2013 die südliche Start- und Landebahn darstellte, auf 2438 Meter verlängert. 1958 wurde ein neues Passagierterminal eingeweiht. Im September 1961 führte Trans World Airlines Linienflüge mit Convair CV-880 ein; damit begann für den Flughafen das Jetzeitalter. 1964 war der Port Columbus Airport Ausgangspunkt und Ziel der Weltumrundung von Jerrie Mock. Nachdem der United States Customs Service Einrichtungen am Flughafen eröffnete, wurde der Flughafen 1965 in Port Columbus International Airport umbenannt.
1979 wurde das erste Terminal des Flughafens in das National Register of Historic Places aufgenommen. 1989 wurde das Terminal um den heute als Concourse A bezeichneten Teil erweitert. 1996 folgte die Eröffnung des Concourse C. Im nächsten Jahr wurde die nördliche Start- und Landebahn auf die heutige Länge erweitert. 2004 wurde ein neuer Kontrollturm in Betrieb genommen.
Ab dem 22. Mai 2007 nutzte die Billigfluggesellschaft Skybus Airlines den Flughafen als Drehkreuz. Aufgrund finanzieller Probleme stellte sie den Betrieb am 5. April 2008 wieder ein.
2013 wurde eine längere südliche Start- und Landebahn eingeweiht, die alte Start- und Landebahn wurde danach in eine Rollbahn umgebaut. Im Jahr 2016 wurde er jedoch nach John H. Glenn, einem ehemaligen Astronauten und US-Senator aus Columbus, benannt und trägt seitdem den Namen John Glenn Columbus International Airport.

## Flughafeninfrastruktur

### Start- und Landebahn

Flughafendiagramm (veraltet)

Der Flughafen hat zwei parallele Start- und Landebahnen. Die Start- und Landebahn 10R/28L ist 3082 Meter lang, 46 Meter breit und ist mit einem Belag aus Asphalt sowie einem CAT II-Instrumentenlandesystem ausgestattet. Die Start- und Landebahn 10L/28R ist 2438 Meter lang, 46 Meter breit und ist mit einem Belag aus Asphalt sowie einem CAT I-Instrumentenlandesystem ausgestattet.

### Passagierterminal

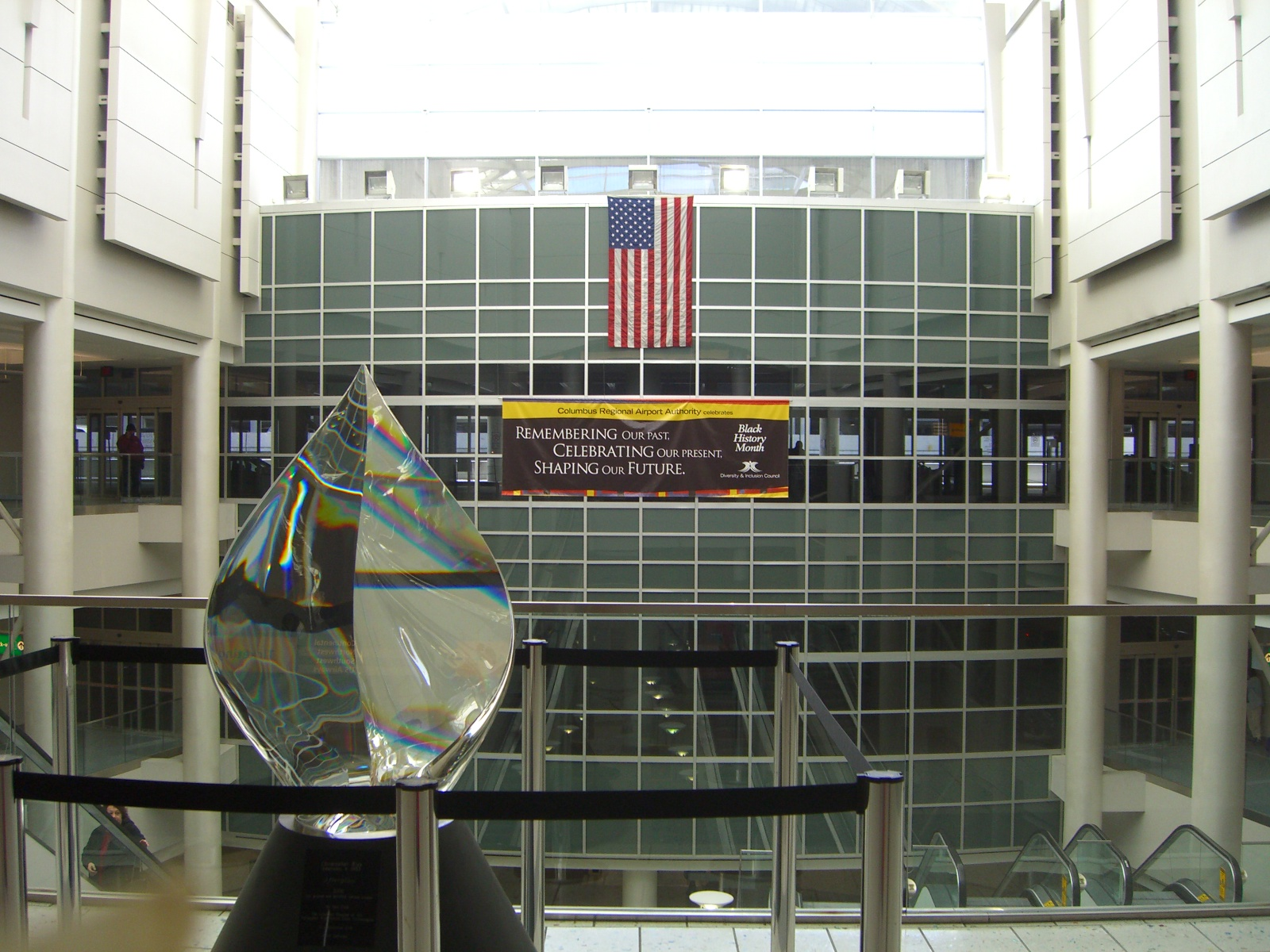
Innenansicht des Terminals

Das Passagierterminal verfügt über 34 Flugsteige in drei Concourses.

#### Concourse A
Concourse A hat sieben Flugsteige mit den Bezeichnungen A1 bis A7. Er wird ausschließlich von Southwest Airlines genutzt.

#### Concourse B
Concourse B hat 16 Flugsteige mit den Bezeichnungen B19 bis B26, B28 bis B32 und B34 bis B36. Er wird von Air Canada, American Airlines, Spirit Airlines und United Airlines genutzt.

#### Concourse C
Concourse C hat elf Flugsteige mit den Bezeichnungen C46 bis C56. Er wird von Alaska Airlines, Breeze Airways, Delta Air Lines und Frontier Airlines sowie für Charterflüge von Vacation Expres genutzt.

## Fluggesellschaften und Ziele
Der John Glenn Columbus International Airport wird von zehn Fluggesellschaften genutzt. Den höchsten Marktanteil hat dabei Southwest Airlines mit 33,8 Prozent, gefolgt von American Airlines einschließlich American Eagle mit 24,2 Prozent, Delta Air Lines einschließlich Delta Connection mit 17,9 Prozent und United Airlines einschließlich United Express mit 12,8 Prozent. Es werden Flüge zu 43 nationalen und zwei internationalen Zielen angeboten, allerdings werden einige Ziele nur saisonal bedient.

## Verkehrszahlen
| Jahr | Fluggastaufkommen | Luftfracht (Tonnen) (mit Luftpost) | Flugbewegungen (mit Militär) |
| ---- | ----------------- | ---------------------------------- | ---------------------------- |
| 2022 | 7.455.031         | 4.167                              |                              |
| 2021 | 5.822.322         | 4.014                              |                              |
| 2020 | 3.269127          | 2.908                              |                              |
| 2019 | 8.637.108         | 4.573                              |                              |
| 2018 | 8.141.656         | 4.372                              |                              |
| 2017 | 7.576.592         | 5.067                              | 129.446                      |
| 2016 | 7.324.180         | 4.602                              | 129.562                      |
| 2015 | 6.795.636         | 5.164                              | 125.727                      |
| 2014 | 6.355.974         | 4.949                              | 124.114                      |
| 2013 | 6.224.348         | 4.921                              | 127.611                      |
| 2012 | 6.350.446         | 4.811                              | 129.190                      |
| 2011 | 6.378.722         | 4.271                              | 135.374                      |
| 2010 | 6.366.191         | 4.375                              | 136.081                      |
| 2009 | 6.233.485         | 4.705                              | 146.437                      |
| 2008 | 6.910.045         | 6.516                              | 155.914                      |
| 2007 | 7.719.340         | 6.136                              | 173.984                      |
| 2006 | 6.733.990         | 8.595                              | 196.082                      |
| 2005 | 6.611.575         | 9.016                              | 216.724                      |
| 2004 | 6.232.332         | 9.506                              | 230.675                      |
| 2003 | 6.252.233         | 10.769                             | 237.979                      |
| 2002 | 6.740.935         | 10.700                             | 255.630                      |
| 2001 | 6.680.897         | 15.263                             | 243.201                      |
| 2000 | 6.873.998         | 22.577                             | 238.011                      |

### Verkehrsreichste Strecken
| Rang | Stadt                        | Passagiere | Fluggesellschaft            |
| ---- | ---------------------------- | ---------- | --------------------------- |
| 01   | Atlanta, Georgia             | 358.630    | Delta, Southwest            |
| 02   | Orlando, Florida             | 240.730    | Frontier, Southwest, Spirit |
| 03   | Chicago–O'Hare, Illinois     | 210.030    | American, United            |
| 04   | Denver, Colorado             | 207.160    | Frontier, Southwest, United |
| 05   | Dallas/Fort Worth, Texas     | 196.000    | American                    |
| 06   | Charlotte, North Carolina    | 171.760    | American                    |
| 07   | Chicago–Midway, Illinois     | 154.440    | Southwest                   |
| 08   | New York–LaGuardia, New York | 139.930    | American, Delta             |
| 09   | Las Vegas, Nevada            | 136.890    | Southwest, Spirit           |
| 10   | Phoenix, Arizona             | 130.430    | American, Southwest         |

## Zwischenfälle
- Am 16. Mai 1948 brach in einer Curtiss C-46E-1-CS Commando der US-amerikanischen Slick Airways (Luftfahrzeugkennzeichen NC59489) bei extremer Turbulenz die innere Rumpfstruktur unter der Seitenflosse, so dass das Seitenruder blockiert wurde. Die Maschine trudelte 4 Kilometer vom Flughafen Port Columbus entfernt in den Boden. Beide Piloten, die einzigen Insassen auf dem Frachtflug, kamen ums Leben.[17]

- Am 7. Januar 1994 stürzte eine British Aerospace Jetstream 41 wegen eines Pilotenfehlers 1,9 km von der Landebahn 28L ab.